# Sphaerocera flavimana
Sphaerocera flavimana är en tvåvingeart som först beskrevs av Papp 1978.  Sphaerocera flavimana ingår i släktet Sphaerocera och familjen hoppflugor.
Artens utbredningsområde är Kongo. Inga underarter finns listade i Catalogue of Life.